# Franches-Montagnes (cheval)
Vous lisez un « article de qualité » labellisé en 2014.
Freiberger
Pour les articles homonymes, voir Franches-Montagnes et Freiberger.
Le Franches-Montagnes (allemand : Freiberger), est l'unique race chevaline d'origine suisse subsistante. Il provient du district des Franches-Montagnes dans le canton du Jura où des chevaux de travail montagnards sont recensés depuis le XIVe siècle. Il s'est constitué principalement au XIXe siècle à partir de croisements réguliers entre des juments indigènes robustes de type Comtois et des étalons de diverses races européennes, en particulier Anglo-normands. À la fin du XIXe siècle naissent les deux étalons fondateurs de la race, Vaillant et Imprévu, dont les deux lignées restent les plus importantes de nos jours. Son stud-book est ouvert en 1924. Depuis la fin du XXe siècle, il se fait connaître en dehors de son pays natal, particulièrement en France, en Allemagne et en Italie.
Le cheval Franches-Montagnes est de taille moyenne, médioligne, et dispose d'allures souples. Son caractère, réputé excellent, résulte d'une sélection très rigoureuse incluant des tests sur le mental, la santé, et les compétences monté et attelé. Il est l'un des rares représentants du cheval de trait léger en Europe de l'Ouest.
Ce cheval polyvalent est adapté aux familles, à la randonnée équestre et à de nombreuses disciplines sportives, mais l'attelage de loisir et de compétition reste son domaine de prédilection. Il est encore utilisé en petits nombres par l'armée suisse, et parfois mis au travail agricole. Si son aire d'élevage reste essentiellement concentrée en Suisse et particulièrement au haras national d'Avenches, la race se développe dans d'autres pays, notamment en Italie depuis les années 1980 et en France depuis les années 2000.

## Dénomination
Le Franches-Montagnes n'a pas de nom précis avant la fin du XIXe siècle. Trois types de chevaux sont longtemps recensés, l'un dans les Franches-Montagnes, le second à Porrentruy et le troisième à Delémont, chacun sous son propre nom. Avec le temps, ces types sont fusionnés et indifféremment nommés « cheval du Jura » ou « Franches-Montagnes » quelle que soit leur origine géographique. Ce cheval est aussi anciennement connu sous le nom de « race welsche ». Il était d'usage, jusqu'au début du XXe siècle, d'employer des dénominations en fonction du type de croisement effectué : Anglo-Jura pour les animaux ayant un ancêtre Pur-sang, et Normand-Jura pour ceux avec un ancêtre Anglo-normand. Il faut attendre la fin du XXe siècle pour que le nom « (Cheval des) Franches-Montagnes » soit définitivement officialisé.
En allemand, le nom officiel est « Freiberger », issu du nom germanique de la région, Freiberge.

## Histoire

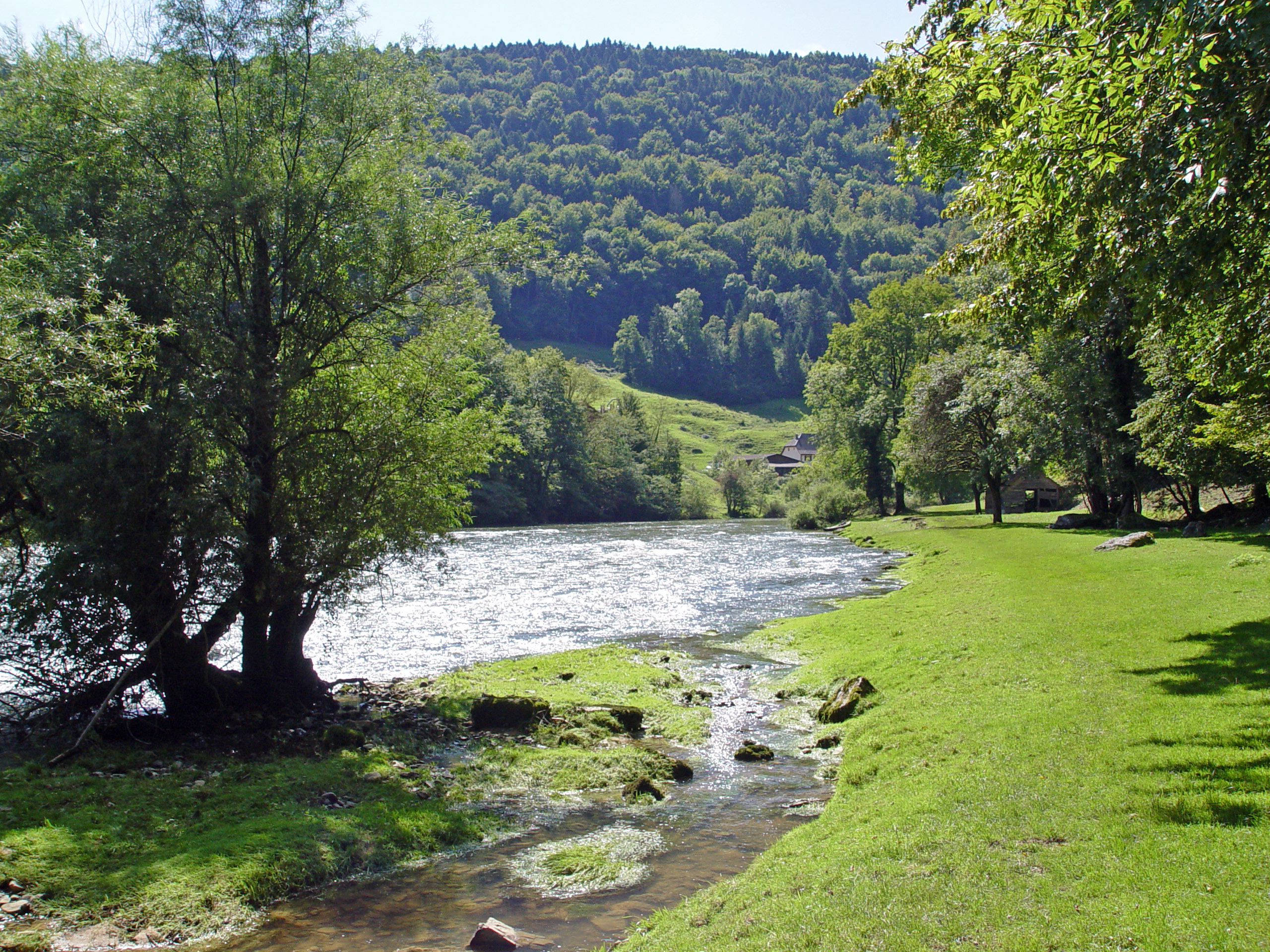
Le Doubs, dans le district des Franches-Montagnes.

Le Franches-Montagnes est la race emblématique du district du même nom ; originellement son élevage y était localisé avant l'extension à toute la Suisse. Ce district est situé dans le canton du Jura au Nord-Ouest de la Suisse, près de la frontière française dont il est séparé par le Doubs. Le Franches-Montagnes forme l'unique race chevaline suisse. Le biotope de son berceau d'élevage, prairies et conifères, est idéal pour ses éleveurs. Le Franches-Montagnes est autant indissociable du massif du Jura (transfrontalier) que du canton suisse homonyme, habité par les Rauraques dans l'Antiquité.
La race possède un tronc commun avec le cheval Comtois, élevé sur le plateau voisin, de l'autre côté du Doubs. Ces deux populations équines sont longtemps confondues et les croisements entre elles nombreux aux XVIIIe siècle et XIXe siècle. L'organisation de l'élevage au début du XXe siècle sépare ces deux races dont les éleveurs respectifs prennent des orientations différentes. Au cours de son histoire, la race Franches-Montagnes est menacée de disparitions à plusieurs reprises, par le chemin de fer, l'industrialisation, la motorisation de l'agriculture, les passages entre économie de guerre et économie de paix ou même les problèmes soulevés par le fédéralisme. Au XXe siècle, le marché du cheval de loisir met la race à l'abri. Contrairement à l'idée populaire d'une race spécifique et immuable, le Franches-Montagnes a connu de multiples influences, des périodes de prospérité et de déclin à toutes les époques de son histoire. Bien qu'au début du XXIe siècle, il soit le principal cheval du paysage équestre helvétique, son élevage n'a historiquement reçu que peu de soutiens de la part des autorités.
Le Franches-Montagnes est étudié par de nombreux spécialistes, notamment l'ancien directeur du haras national suisse Pierre-André Poncet, qui lui a consacré un ouvrage de référence, Le cheval des Franches-Montagnes à travers l’histoire, réalisé par la Commission des éditions de la Société jurassienne d'émulation. Il existe peu de sources iconographiques anciennes à son sujet, et les gravures sont rares. La photographie n'apparaît qu'au dernier quart du XIXe siècle. Les premiers documents réellement fiables au sujet de la race sont rédigés à la fin du XIXe siècle.

### Origine
Il est difficile de connaître la datation précise des premiers élevages chevalins dans le Jura suisse. En 1239, Albert le sage, père de Rodolphe de Habsbourg, aurait acquis un cheval dans l'évêché de Bâle à prix fort, mais le patriotisme a sans doute poussé certains auteurs du XIXe siècle, comme le Dr Ritzenthaler, à idéaliser les « chevaux du Jura ». Ainsi, ce témoignage de la victoire de Rodolphe de Habsbourg en 1278, face à Ottokar II de Bohême, grâce à son « cheval jurassien », peut-être remis en cause. Selon le Dr Carnat (1934), l'origine de la race est à rechercher parmi des chevaux montagnards de travail du type trait léger employés à la traction dans cette région dès la fin du XIVe siècle. Il y voit une ascendance depuis les chevaux de trait d'Europe du Nord, mais cet argument est contesté. Guillaume Séraphin Bernard (1881) cite une ascendance arabe. L'influence des chevaux espagnols via l'abbaye de Bellelay, elle aussi évoquée par certains auteurs, est une fois de plus mise en doute.
La plupart des spécialistes relèvent les premières traces véritables d'élevage dans le Jura suisse au début du XVIIe siècle,. La présence d'une population de chevaux autochtone est avérée dans le district des Franches-Montagnes en 1619, où un animal beau, robuste, résistant, à la tête lourde et sujet à la cécité (probablement en raison de la proximité de marécages dans la région) est décrit à la cour du Prince-évêque de Bâle,.
Dans leur région d'origine, ces chevaux sont mis au travail par des paysans rouliers nommés les « Montagnons ». Le Franches-Montagnes actuel est le résultat de croisements réguliers entre la jument jurassienne et des étalons d'origines très variées, notamment Anglo-normand. Le haras national d'Avenches estime que la naissance de la race en tant que telle remonte aux alentours de 1850.

### XIXesiècle

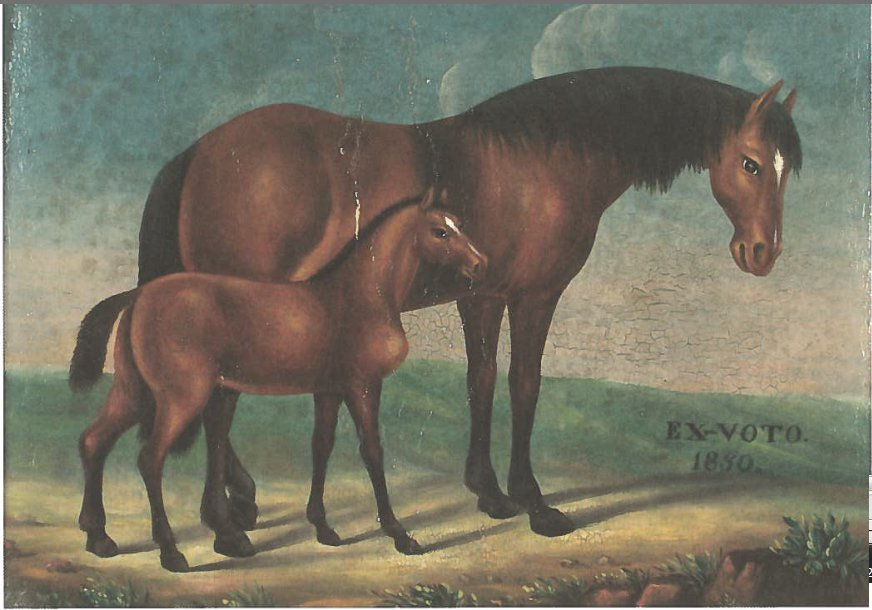
Ex-voto représentant une jument et un poulain des Franches-Montagnes, 1850. D'après M. Poncet, c'est la plus ancienne représentation connue d'un cheval de la race.

Au début du XIXe siècle, les éleveurs du district des Franches-Montagnes sont connus pour leur production de chevaux de tirage de qualité et en 1817, 4 000 juments y sont recensées. Ils produisent surtout de petits animaux solides et résistants, vraisemblablement de taille moyenne, destinés à l'agriculture et à l'armée pour l'artillerie et le train. Des modèles de selle plus légers sont également produits, comme en témoignent les importations d'étalons Anglo-normands en 1821, puis de chevaux anglais, français, de Hanovriens et d'Oldenbourgeois en 1830. Le but est d'atténuer les « défauts » de la race locale, parfois déconsidérée pour sa tête lourde et épaisse, son encolure courte et sa croupe avalée, malgré une excellente ossature et de bonnes attaches des membres. Divers prix et des primes sont attribués, dépassant parfois le montant (considérable pour l'époque) de 50 francs. Les juments des Franches-Montagnes sont réputées meilleures que dans d'autres régions.
Aucune sélection n'est faite sur la robe et des couleurs très variées coexistent. Le cheval Comtois influence aussi nettement le cheptel suisse, en effet des échanges réguliers ont lieu de chaque côté de la frontière franco-suisse, les races dites « Comtoise » et « Jurassienne » sont à cette époque similaires. Avec l'arrivée du chemin de fer, le cheval perd en partie de son utilité, pour les animaux de selle comme pour les carrossiers.

#### Types de chevaux du Jura
Avant les croisements et l'harmonisation du Franches-Montagnes, trois types sont recensés, le premier à Delémont, le second à Porrentruy, et le troisième dans le district des Franches-Montagnes. Le cheval de Delémont est le plus petit et le plus ramassé, résistant et vigoureux, il est compact, dispose d'un bon tempérament et d'allures de qualité. C'est essentiellement un cheval de trait et de chaise de poste, rarement monté. Par rapport aux deux autres types, son garrot et son dos sont de meilleure qualité, sa croupe est plus horizontale. Le type des Franches-Montagnes possède de nombreux défauts, mais forme un excellent cheval de trait capable de déployer une grande puissance. On trouve du gris et du bai, cette dernière robe étant la plus recherchée. Le cheval de Porrentruy est le plus grand et peut dépasser 1,60 m, il présente une meilleure conformation que les deux autres. Tous trois ont néanmoins des caractéristiques proches, une grande robustesse et une relative précocité. À partir de 1855, alors que la majorité des chevaux étaient de robe grise, la robe baie devient la plus fréquente. Ces trois types de « chevaux du Jura » sont peu à peu fondus en un seul, un trait léger toisant un peu plus d'1,50 m.
Les éleveurs locaux ne se préoccupent pas de sélectionner leurs animaux dans le sens qui arrange la Confédération et les militaires, malgré les fortes demandes de ces derniers. Ils sont fiers de leurs chevaux, qui à la fin du XIXe siècle mesurent environ 1,50 à 1,54 m. Militaires et savants, au contraire, jugent le « cheval du Jura » impropre à la selle en raison de son encolure courte, de son garrot bas et de son rein relevé.

#### Implication du canton de Berne et de la Confédération
En 1865, l'exposition d'Aarau laisse apparaître la piètre qualité de l'élevage franc-montagnard. Sous l'impulsion du canton de Berne (désireux de créer une race), la Confédération s'implique dans l'élevage et permet l'importation de nombreux chevaux étrangers, malgré le coût élevé. Les recommandations de vétérinaires de Zurich, qui préconisent le croisement avec le Pur-sang vers 1863-1865, sont appliquées par la Confédération. L'élevage d'un cheval qui convienne aussi bien à l'usage agricole qu'à l'artillerie ou au secteur du luxe est préconisé par la commission bernoise d'élevage chevalin, mais dans les faits, un conflit existe avec la Confédération qui recherche uniquement le cheval militaire, et déconseille l'élevage agricole : en 1868, elle privilégie l'importation du demi-sang anglais. Jusqu'au milieu du XXe siècle, la politique de libre-échange fait que des milliers d'étalons et de juments étrangers, notamment français, influencent le cheptel du Franches-Montagnes. Dans un premier temps, le Pur-sang Léo (grand-père de Vaillant) puis des demi-sang anglais et français sont employés, mais leur modèle se révèle trop léger pour la traction lourde qui est recherchée. Dans un second temps, une centaine de chevaux Anglo-normands gagnent la Suisse pour être mis à la reproduction, la qualité générale des animaux s'améliore. La généalogie exacte des animaux à l'origine de la race n'est pas connue, le registre d'élevage (officialisé en 1924) ayant de nombreux manques. Les juments non primées ne figurent dans aucun registre jusqu'au milieu du XXe siècle. L'attribution des primes se fait sur des critères de santé, d'allures, de qualité de pied et d'âge. La commission bernoise d'élevage lutte contre les mauvaises pratiques d'élevages, comme la reproduction incestueuse du type père-fille.
Ces croisements inquiètent les maires du district de Porrentruy, qui demandent des mesures de conservation en 1881. Les éleveurs ont l'habitude d'importer des reproducteurs pour améliorer la race locale et l'un des deux étalons fondateurs de la race des Franches-Montagnes est d'ailleurs un demi-Comtois. À l'automne 1881, le Dr Ritzenthaler fonde la Société pour l'amélioration de la race chevaline du Jura bernois.

#### Les étalons fondateurs
Le demi-sang anglais Léo, qui a fait partie des premiers chevaux importés à Thoune pour améliorer la race des Franches-Montagnes, devient, malgré sa réputation de donner des poulains trop légers et trop petits, un reproducteur assez apprécié. Son fils Léo II, issu d'un croisement avec une jument locale, est déplacé dans les Franches-Montagnes. Léo et sa descendance deviennent des chefs de race.
C'est à la fin du XIXe siècle que naissent les deux principaux étalons fondateurs du Franches-Montagnes. . Imprévu est un Anglo-normand bai foncé, né en 1886 à Caen et importé en 1889. Vaillant, né en 1891 à Saignelégier, est un bai clair issu d'un croisement consanguin, qualifié d'Anglo-Jura ou de Normand-Jura. À la même époque, le 5 août 1894, le premier syndicat d’élevage de la race voit le jour à Berthoud, dans le but de s'opposer à l'orientation de l'élevage décidée par les autorités suisses, qui recherchent le cheval de selle militaire. Ce syndicat importe trois étalons Ardennais trois ans plus tard pour réaliser son objectif. En 1898, d'après un rapport technique, le type trait du Franches-Montagnes est en effet devenu rare.

### XXesiècle

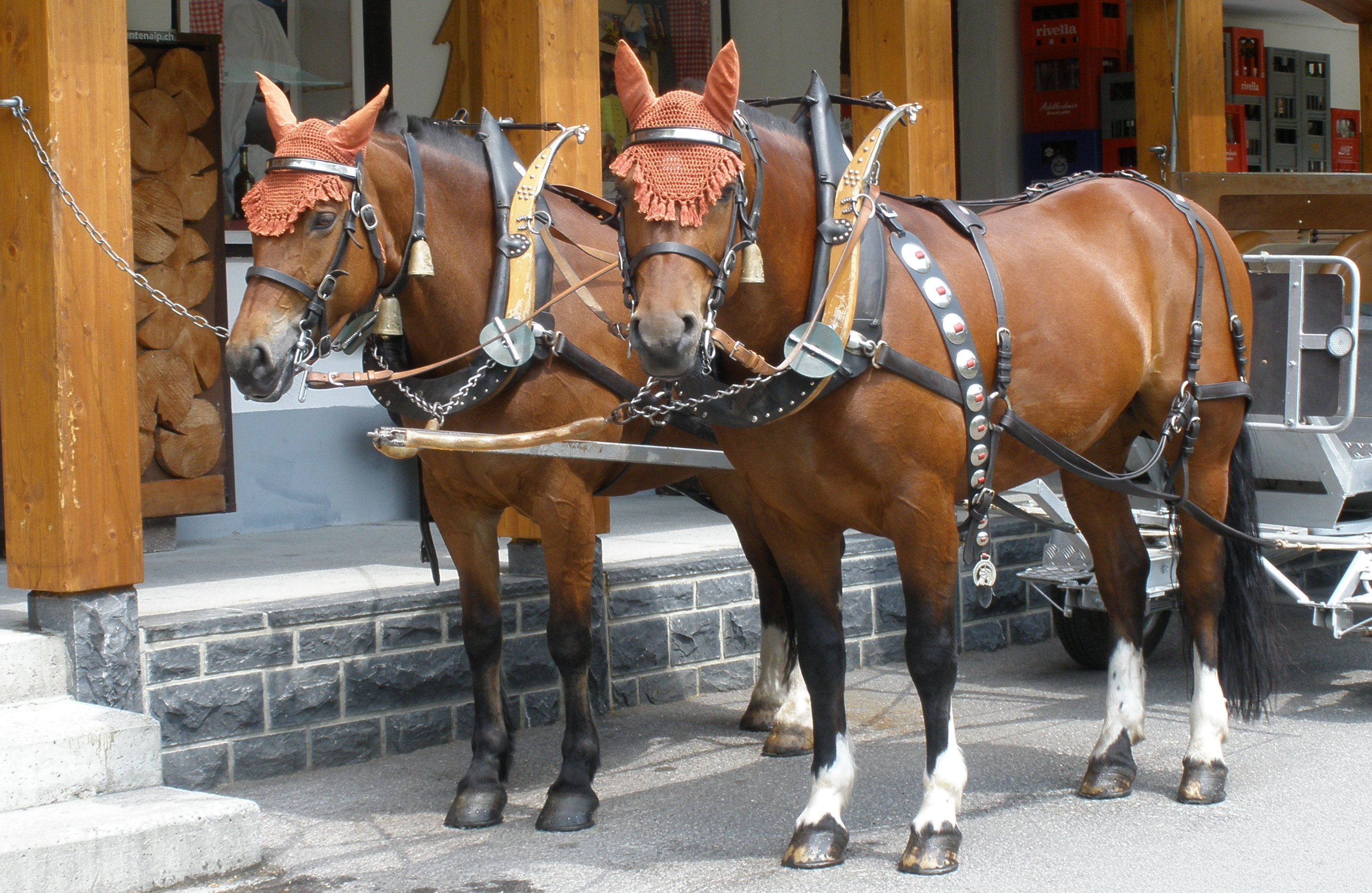
Attelage de deux Franches-Montagnes à Adelboden dans le canton de Berne.

Au cours du XXe siècle, l'élevage du Franches-Montagnes se développe véritablement. Il s'oriente au début du siècle vers le type trait léger, toujours par croisement avec des Anglo-normands. Parallèlement, la Confédération suisse recherche l'élevage du trait lourd en Suisse alémanique et importe des étalons Belges, Percherons, Shires et Postiers bretons. En 1901, deux objectifs d'élevage sont établis par le département fédéral du commerce, le cheval de selle et carrossier léger et le cheval de trait. Ce dernier devient rapidement le plus recherché. En 1905, l'introduction de primes destinées aux syndicats de race facilite leur création, et un an plus tard, le directeur du dépôt d'étalons d'Avenches indique aussi aux agriculteurs locaux d'en créer. Le 15 juillet 1905, le syndicat du haut-plateau montagnard se crée et le 2 juin 1907, c'est au tour du syndicat Franches-Montagnes. Des efforts portent sur l'harmonisation du cheptel. Les éleveurs sont tiraillés entre les demandes de la Confédération, qui portent surtout sur du cheval de cavalerie, et le soutien plus tardif à la production du cheval de trait (sans compter les ordres contradictoires donnés dans les différents cantons).
Pendant la Première Guerre mondiale, les chevaux du Jura sont fortement sollicités pour le trait, le bât ou la selle. En 1914, ils commencent à être désignés par le nom de « Franches-Montagnes ». Sur toute cette période, les éleveurs poursuivent différents objectifs de sélection. Certains emploient énormément de croisements avec des Ardennais en espérant que l'utilisation du cheval de trait lourd agricole freinera la motorisation de l'agriculture. D'autres produisent le cheval carrossier plein d'allant, voire le cheval à deux fins apte tant à la selle qu'au trait léger.
Les chevaux importés pour former la race ne sont pas toujours de bonne qualité, en particulier à Porrentruy vers 1924. Le registre d'élevage est créé la même année et permet d'éviter la consanguinité, ce qui n'empêche pas l'utilisation d'étalons de trait d'autres races en croisement. De plus, la traçabilité est mauvaise, des étalons d'origine française sont enregistrés comme étant des Franches-Montagnes jusque vers 1935, afin de renforcer le type trait.
En 1927, le haras national d'Avenches acquiert dix poulinières Franches-Montagnes pour la première fois. En 1930, on recense 3 415 juments inscrites au stud-book. En 1931, le conseil fédéral conseille aux éleveurs de la Confédération suisse de s'orienter vers la production d'un cheval de trait léger précoce et vif, « du type de celui des Franches-Montagnes ». En 1933 et durant la Seconde Guerre mondiale, certains éleveurs font des essais de croisement avec le Pur-sang arabe et le Shagya pour obtenir un type plus proche du cheval de selle, sans résultats notables. La Seconde Guerre mondiale entraîne à nouveau une forte utilisation des Franches-Montagnes, et ce, autant dans l'armée qu'en agriculture. La pénurie en carburant rend les chevaux indispensables.

#### Déclin et reconversion
La motorisation et la mécanisation de l'après-guerre font fortement chuter les effectifs de la race dès les années 1950. Une aide fédérale mise en place en 1947 vise à favoriser la reconversion de la race pour le marché de la boucherie. Le Franches-Montagnes est croisé avec des traits lourds pour gagner de la masse, mais le nombre de ces chevaux continue à diminuer et cette orientation est abandonnée au profit de croisements avec des chevaux légers pour l'usage agricole, l'armée, et les loisirs. La race perd toutefois un peu en taille, et beaucoup d'agriculteurs continuent à produire pour la boucherie.

#### Relance

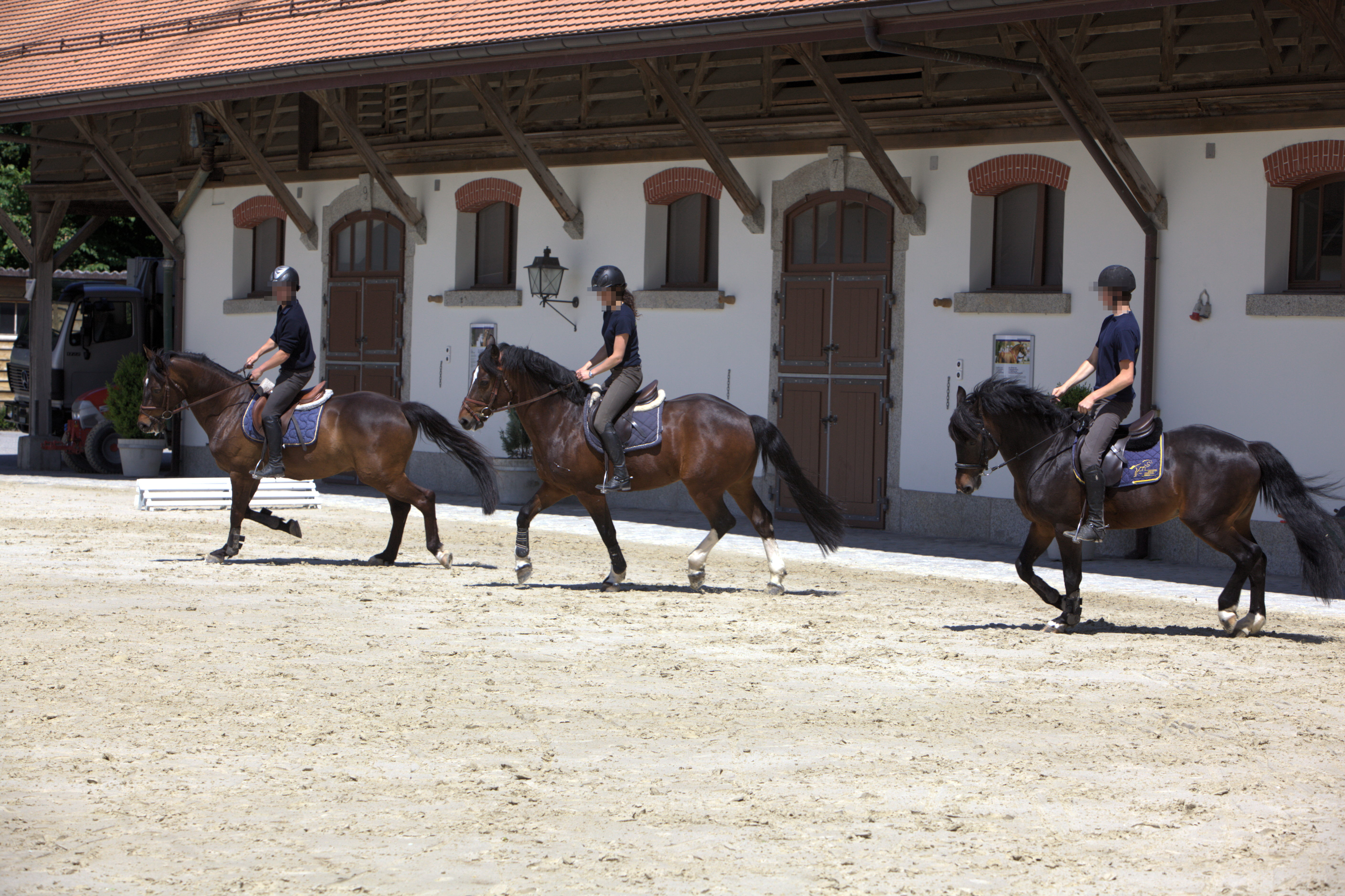
Groupe de Franches-Montagnes sous la selle au haras national suisse.

Il faut attendre 1960 pour que la Confédération soutienne publiquement et officiellement l'élevage du « cheval du Jura », et les années 1970 pour que ces mesures de soutien soient engagées. Dans le but d’« anoblir » la race, le Franches-Montagnes est croisé avec des demi-sang suédois, en particulier l'étalon "Alsacien". En 1985, la moitié des reproducteurs sont des descendants d'Alsacien, ce qui entraîne une raréfaction des souches anciennes. Les derniers croisements, réalisés au début des années 1990 avec le demi-sang suisse, visent à corriger les allures et la conformation pour la selle. Depuis le 1er janvier 1997, le stud-book de la race est fermé à tout apport de sang extérieur. La Fédération suisse d’élevage du cheval de la race des Franches-Montagnes (FSFM) est fondée la même année et, depuis, assure  le maintien, l'encouragement et la promotion de la race.

### XXIesiècle
Au début des années 2000, les éleveurs suisses entament les procédures pour faire reconnaître leur démarche de sélection auprès de la commission européenne, afin de lutter contre les « élevages sauvages » d'Italie du Nord. L'orientation de la race pour la selle, l'attelage et le sport est considérée comme une réussite.
Un programme de sélection sur le tempérament incluant des tests en terrain est en place et depuis 2006, ces évaluations incluent des valeurs d'élevage. La race bénéficie aussi d'une très bonne communication.

#### Développement en France
À la fin du XXe siècle, le Franches-Montagnes commence à se faire connaître en France, en premier lieu parmi les amateurs d'attelage. En 1999, leur nombre est estimé à une dizaine mais en 2000, une autre source les estime entre 100 et 150. En 2002, trois étalons approuvés sont recensés sur le sol français. Les utilisateurs français de la race sont surtout attirés par ses capacités à l'attelage et son bon caractère, qui forme la principale qualité recherchée.

## Description

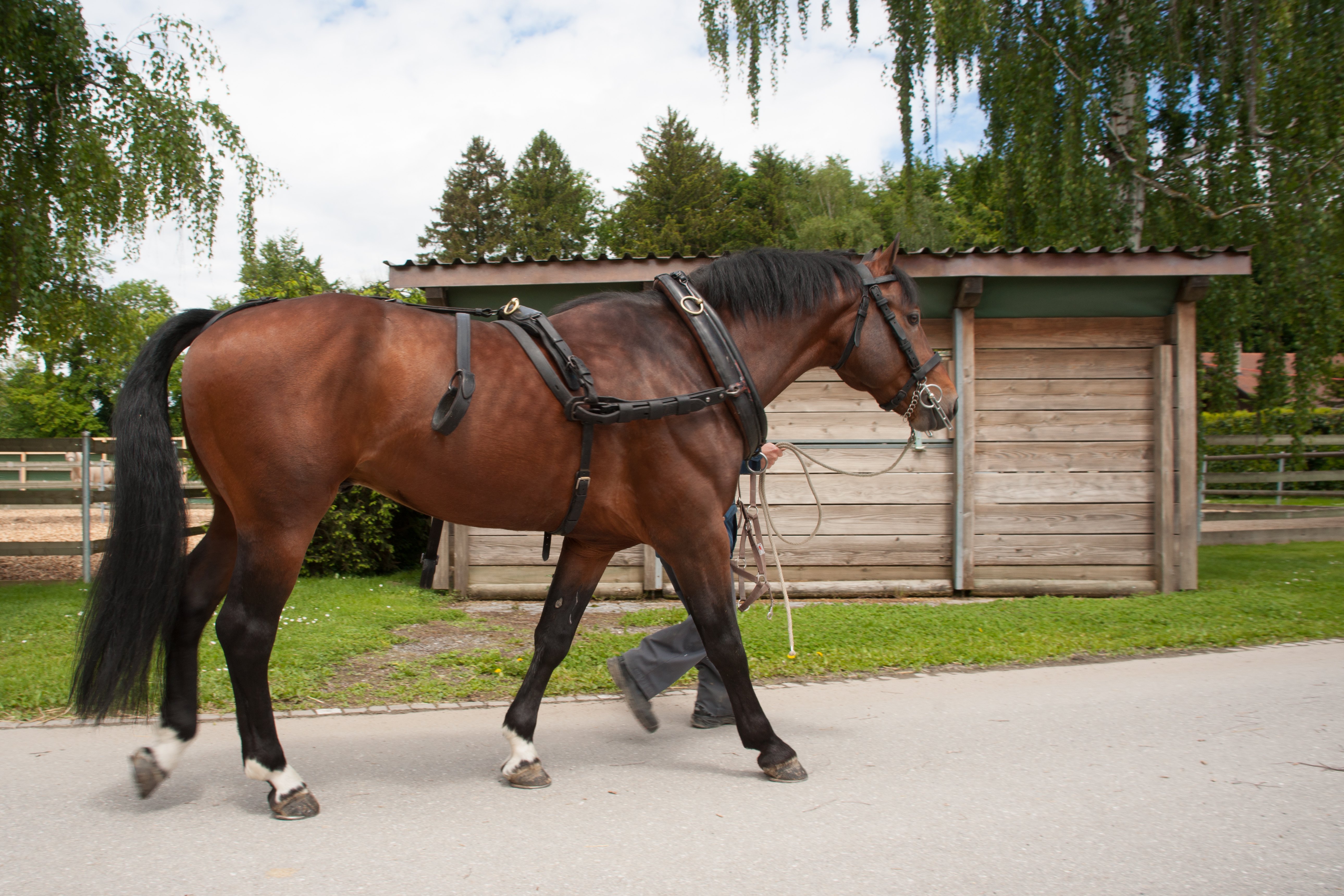
Natif des Aiges, étalon Franches-Montagnes du Haras national suisse, représente le type adapté à l'attelage (encolure et reins bien attachés, dos long et membres forts). Sa robe est baie homozygote (AA/EE).

Le Franches-Montagnes est difficile à classer, il s'agit d'un des derniers traits légers d'Europe occidentale, à mi-chemin entre cheval de sang et cheval de trait,,. Malgré de multiples croisements effectués jusqu'aux années 1990, la race est réputée homogène,. Un Franches-Montagnes doit mesurer entre 1,50 m et 1,60 m à l'âge de trois ans. Le programme d'élevage du 1er janvier 1997 recherche un animal « noble, typé, de taille moyenne, performant, sociable et bien adapté au marché ». Il possède du souffle et une bonne musculature, autant d'atouts pour une excellente condition physique à l'attelage. L'étude de l'université d'Oklahoma distingue deux types, l'un plus musclé pour l'attelage et le second plus fin pour la selle. Le poids va de 550 à 650 kg,.

### Standard morphologique
C'est un cheval médioligne, compact d'aspect général, noble et harmonieux.

#### Tête

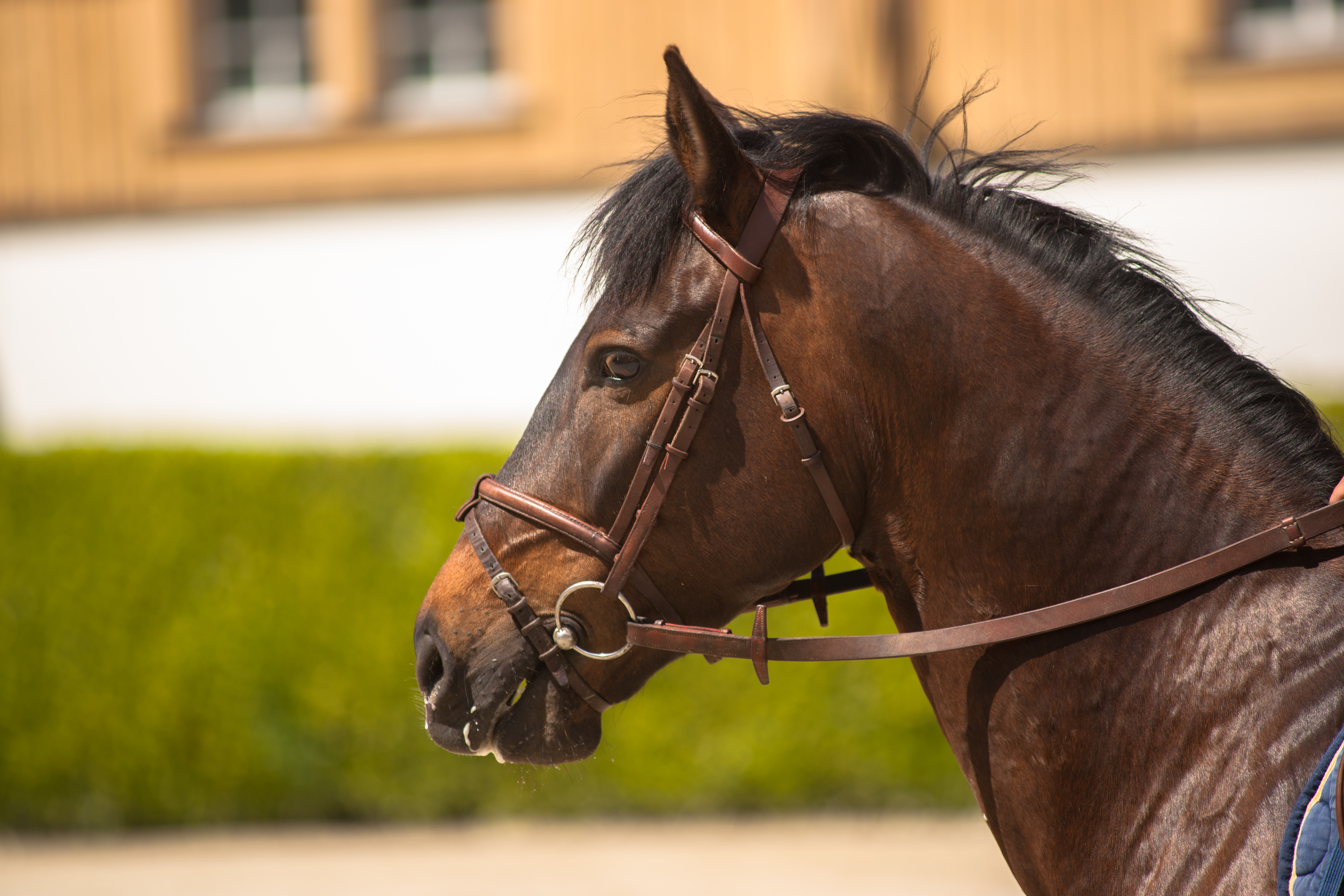
Tête de Quistar, né en 1997, taille moyenne (1,56 m) et modèle assez sport.

Sa tête est de taille moyenne, élégante et bien ciselée, avec une expression douce et un profil rectiligne. Certains peuvent avoir une tête plus fine montrant la récente influence arabe. Il a de grands yeux et de larges naseaux. Ses oreilles sont courtes et droites. Il possède un beau port de tête et les ganaches doivent être suffisamment libres.

#### Avant-main, corps et arrière-main
Avant-main, tronc et arrière-main doivent être bien proportionnés. L'encolure est robuste, forte et bien attachée. La poitrine est large et profonde, le dos court et le rein puissant. Le garrot est recherché bien sorti et bien développé. L'épaule est longue et inclinée. La croupe est longue, musclée et légèrement avalée. Ses membres sont secs et bien proportionnés, avec de bonnes articulations développées et basses, des paturons de taille moyenne, des jarrets droits et bien formés, se terminant par des sabots bien conformés. Les crins sont abondants.

### Allures
Les aplombs doivent être corrects et une attention est portée sur les allures à l'inspection. Elles sont recherchées « régulières, élastiques, justes et amples », avec une démarche sûre. Les foulées du pas doivent être déliées, énergiques et relevées. Au trot et au galop, des mouvements « souples, dynamiques et légers » sont recherchés. L’impulsion provenant de l'arrière-main doit être énergique. Sont exclus les chevaux aux allures lourdes, portés sur l'avant-main, ou titubants.

### Robes
La robe du cheval Franches-Montagnes est le plus généralement baie car cette coloration est considérée comme la robe originelle et se trouve favorisée, mais on trouve beaucoup de sujets alezans, noirs et même quelques gris,. Il existe une lignée de chevaux blancs, robe extrêmement rare. De même, une mutation de pie entraînant une surdité a été détectée.
En 2008, le biologiste suisse Stefan Rieder a réalisé avec son équipe une étude sur les marques blanches de la race, celles-ci ont doublé en taille et en fréquence sur les trente années précédentes. Or, les objectifs d'élevage de la race souhaitent que ces marques soient aussi peu étendues que possible. Elles sont plus fréquentes chez les alezans que chez les bais.

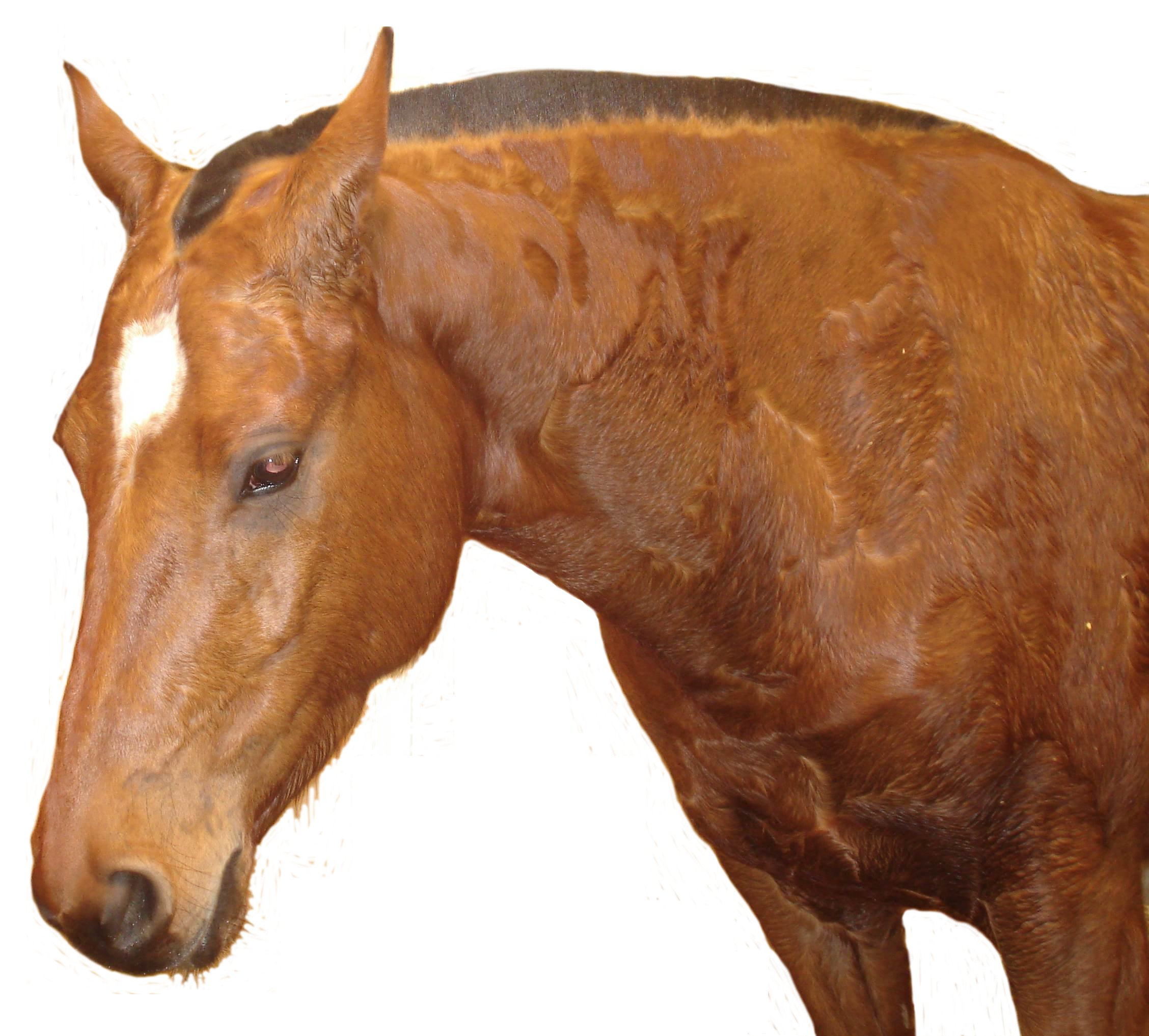
FM bai au salon du cheval de Paris, 2009, modèle assez lourd.
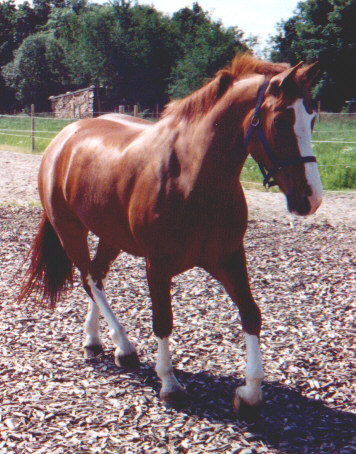
FM alezan, une robe assez fréquente, présentant aussi des marques blanches très étendues.
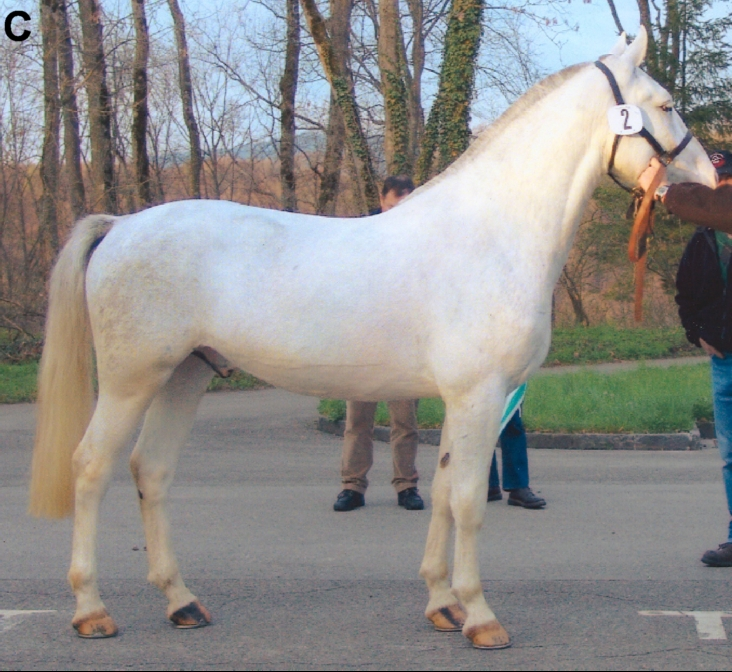
FM de robe blanche, très rare.

### Tempérament et entretien
C'est un cheval sûr, sociable et posé, docile mais énergique et facile à entraîner. Du fait de ses nombreux apports de sang, le Franches-Montagnes est précoce et peut être mis au travail dès l'âge de trois ans. S'agissant d'un cheval de montagne, il est résistant physiquement. Un pré avec un abri lui suffit et sa santé est réputée bonne. En hiver, il développe un long pelage qui le protège des rigueurs montagnardes. La sélection effectuée écarte de la reproduction les animaux atteints de maladies héréditaires et d'affections telles que l’eczéma d'été ou la boiterie naviculaire. La fécondité de la race est réputée très bonne. Le Franches-Montagnes possède un excellent caractère, qui forme sa qualité principale. Le haras national suisse a réalisé une vaste étude pour optimiser la sélection des animaux en favorisant le tempérament le plus adapté aux objectifs d'élevage. Cette sélection écarte de la reproduction tous les chevaux difficiles ou vicieux , au profit d'animaux volontaires, au tempérament calme et équilibré.

### Sélection
La race Franches-Montagnes est soumise à une sélection très stricte reposant sur des critères drastiques en termes d'ascendance, de modèle et allures, de performances, de caractère, de santé et de fécondité. La valeur des chevaux apparentés est également prise en compte. Ils se voient apposer une « valeur génétique ». La diversité génétique du Franches-Montagnes est bonne, plus grande notamment que celle des races de sang comme l'Arabe.
Une tension existe depuis le début du XXIe siècle, concernant la sélection de la race et les croisements effectués avec des chevaux de races étrangères plus légers. Certains éleveurs se mobilisent pour la préservation du type originel de la race, plus lourd, et ont créé un cahier des charges pour le définir. La fédération d'élevage a entre autres objectifs de maintenir la cohésion entre les différents éleveurs. Ces éleveurs attachés au passé de la race et aux interventions étatiques déplorent régulièrement la disparition de lignées anciennes plus lourdes, comme celles de Marquis, de Kermès (Anglo-normand), et d'étalons Percherons et Ardennais.
La race fait l'objet de nombreuses études scientifiques, qu'il s'agisse de trouver des tests génétiques pour déterminer les couleurs de robes, de découvrir le mécanisme de transmission des marques blanches afin de les limiter, de réduire la fréquence de la maladie naviculaire, de connaître ses traits comportementaux pour mettre en place une sélection sur le caractère, d'évaluer l'impact de l'écorçage des arbres par les chevaux,, d'évaluer la diversité génétique, les conséquences physiologiques de la perte de magnésium et de calcium par la transpiration lors d'efforts prolongés ou encore de connaître la qualité de la viande des poulains.

#### Critères d'approbation

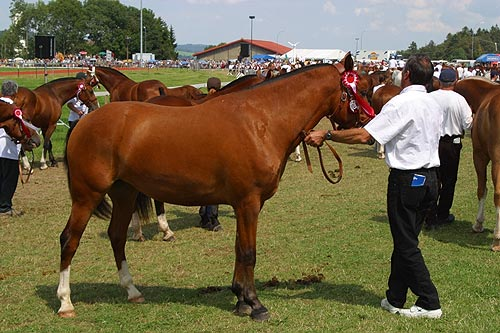
Présentation de Franches-Montagnes au Marché-concours de Saignelégier.

Ces critères d'approbation visent à préserver la sélection faite pendant de nombreuses années. Pour être inscrits au stud-book, les poulains doivent obligatoirement passer une épreuve de modèles et allures au cours de leur première année, puis les chevaux sont représentés à trois ans à un test en terrain. À la présentation de modèles et allures s'ajoutent aussi des épreuves d'attelage, d'équitation et des tests de comportement. De même, les étalons sont présentés à une commission d'experts qui sélectionne les sujets qui participeront au test en station, lequel se déroule pendant 40 jours dans les installations du Haras national suisse situé à Avenches. Ce test mis en place en 1994 est organisé chaque année en février et en mars, il comporte 33 jours de travail pour 5 de repos, et une épreuve finale. Les tests de comportements ont été introduits en 2001 pour satisfaire les cavaliers de loisir, qui forment une grande part des amateurs de la race.
Les chevaux trop lourds ou trop légers avec des têtes grossière ou des articulations mal définies sont interdits de reproduction. Il existe aussi des certificats de performances. Les poulains sont présentés au championnat de Suisse pendant le National Franches-Montagnes chaque premier week-end d’octobre, en même temps que la finale des jeunes juments d’élites et la nomination des étalons de l’année.
L'examen clinique comporte une laryngoscopie et une radiologie des pieds. Il s'agit d'écarter la maladie naviculaire, qui s'est révélée très problématique pour la race dans les années 1980. Le Dr Stornetta a permis en 1988 de mettre en place des mesures visant à écarter génétiquement cette maladie, qui est héréditaire,.

#### Registres et stud-book
Le livre généalogique de la race est divisé en race pure et croisements. Celui de la race pure comporte un stud-book et un registre d'élevage. Les animaux inscrits au stud-book sont destinés à l'élevage et considérés comme les plus susceptibles d'influencer positivement la race. À ce titre, ils bénéficient d'avantages lors des manifestations. Le stud-book est lui-même divisé en trois classes (A, B et C) selon la valeur des animaux, et remis à jour chaque année. Les Franches-Montagnes qui ne sont pas destinés à l'élevage sont enregistrés dans le registre. Les étalons doivent être approuvé par la Fédération Suisse d’élevage du cheval de la race des Franches-Montagnes (FSFM) pour entrer au programme d'élevage.

#### Lignées d'étalons
La première lettre du nom d'un étalon Franches-Montagnes indique la lignée à laquelle il appartient. Au fil de l'histoire de la race, 28 lignées mâles sont répertoriées dont sept existent encore à ce jour, parmi lesquelles celles de Vaillant et d'Imprévu. Les cinq autres sont issues de croisements postérieurs à la Seconde Guerre mondiale. La lignée de Vaillant reste la plus représentée. Elle se divise elle-même en cinq sous-lignées : Elu (E), Hunter (H, plus lourd), Regulus (R), vagabond (V) et Drapeau (D, plus léger). La lignée d'Imprévu-Jurassien (C) est la deuxième par l'importance. Légère, elle est réputée pour son modèle, l'expression de sa tête et ses membres plus fins que chez les autres lignées. Depuis 1980, cette lignée est désignée par la lettre « C », elle l'était autrefois par la lettre « J ». Une autre lignée « D » est issue du Pur-sang arabe Doktryner. La lignée « N » est celle du demi-sang suédois Nello ; la lignée « L » est celle d'Alsacien, lui aussi en partie demi-sang suédois. Les lignées de Noé (N) et Qui-sait (Q), plus récentes, sont issues des étalons demi-sang suisses du début des années 1990.
Certaines lignées se sont beaucoup diffusées et d'autres ont disparu en fonction des modes de chaque époque. L'attention portée à la sélection des juments se traduisait autrefois par la section « juments d'élite » du stud-book, destinée aux meilleures poulinières.

## Utilisations

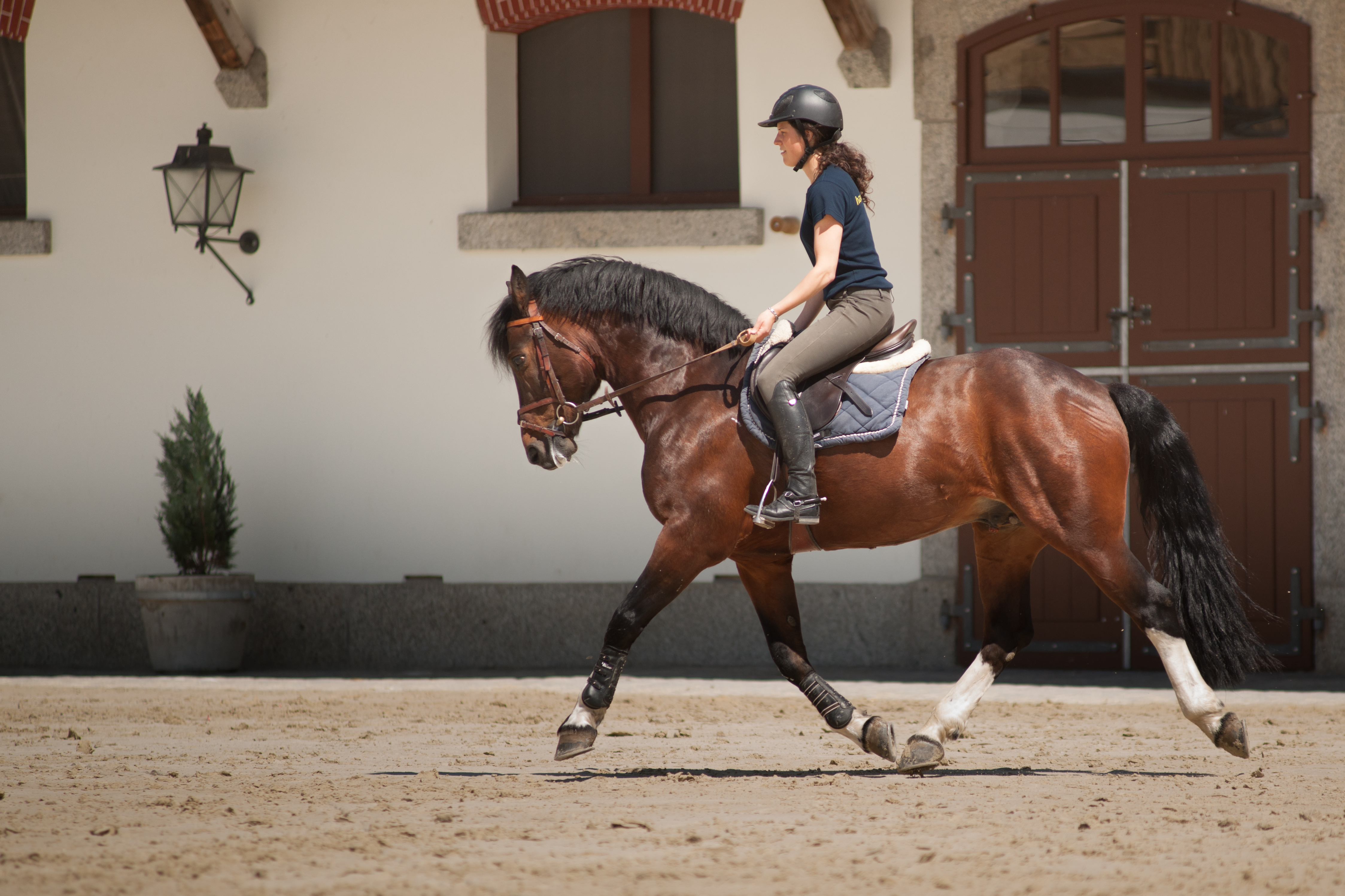
Un Franches-Montagnes monté au haras national suisse.

Ce cheval polyvalent est un animal de famille par excellence. L'équitation de loisir s'étant fortement développée en Suisse, le Franches-Montagnes a fait l'objet d'une sélection pour être monté même par les enfants. Il est doué de bonnes capacités de portage et franchit les obstacles mineurs sans problème. Des Franches-Montagnes commencent à apparaître aux trophées nationaux français des chevaux de loisir organisés à Equita'Lyon. Grâce à son excellent caractère, il convient pour de nombreux sports équestres. En monte western, il est favorisé par la puissance de son arrière-main. Lusco Junior est devenu champion de Suisse en 1999 devant les chevaux américains, mais semble avoir été sanctionné par les juges aux championnats d'Europe de la discipline en 2000, à cause de sa race. Le Franches-Montagnes fait aussi un bon cheval d'extérieur et de randonnée, aussi bien monté que bâté. Il concourt en TREC et même en endurance jusqu'aux parcours de 100 km. Il est possible d'en voir en saut d'obstacles et en dressage (y compris classique). Louise Studer, de l'équipe de France de dressage handisport, participe aux compétitions internationales para-équestres avec le Franches-Montagnes Flint depuis 2009. D'autres se produisent aux longues rênes et en voltige. Il sert de cheval d'instruction grâce à sa gentillesse et sa bonne volonté, qui en fait également un partenaire apprécié en équithérapie,,, particulièrement en Allemagne et en Israël. Une expérience de réinsertion à Witzwil menée en 1998 met en contact quatre chevaux de cette race et onze détenus,.

### Attelage

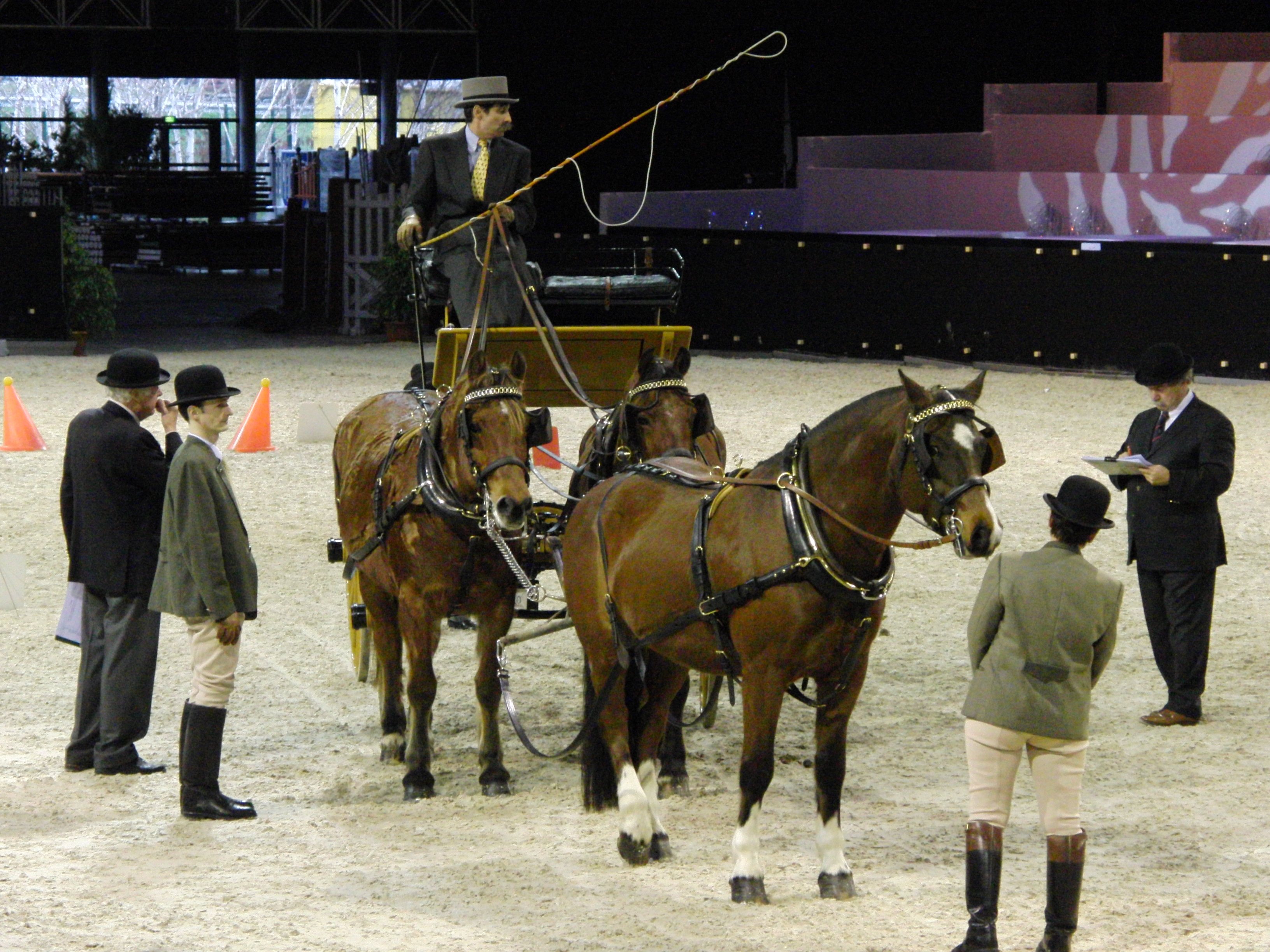
Chevaux Franches-Montagnes lors d'un concours d'attelage de tradition au salon du cheval de Paris 2009.

Il est très connu et apprécié pour l'attelage de loisir et de compétition, et en attelage de tradition, où il excelle. En Suisse, Éric Renaud et Malice ont décroché la médaille d'or d'attelage à un cheval en 2008, 2011 et 2012, avec six années de podium consécutives. Stéphane Doumenc est devenu champion de France d'attelage à quatre en 1999 et 2000 avec des Franches-Montagnes. Le champion de France 1998 et 1999 en attelage à deux utilise abondamment cette race. Pipo, le champion 2001 d'attelage à un cheval, est aussi un Franches-Montagnes. Ce cheval est favorisé par sa puissance et son caractère, mais n'atteint que rarement le plus haut niveau international en raison de ses allures qui peuvent manquer de brillant, et de son relatif manque de « sang ». Lors de la saison Indoor 2017-2018 d'attelage à 4, le meneur Jérôme Voutaz se classe aux deuxième rang mondial avec un attelage de chevaux franche-montagnes.
-Les routes européennes du cheval de trait sont l'occasion de voir des équipages de Franches-Montagnes, la race a déjà remporté la Route du Poisson et en particulier la récente Route Suisse, qui en 2011 a relié Avenches à Saignelégier, deux hauts lieux de l'élevage franc-montagnard. Un équipage de la race a terminé 1er ex-æquo. L'équipe Franches-Montagnes a terminé 4° de la Route du Poisson 2012.
En attelage de loisir, le problème des allures et du sang ne se pose pas. La rusticité et le caractère facile de la race sont même un atout pour les meneurs débutants. Plus anecdotiquement, des attelages de Franches-Montagnes ont figuré au cinéma, dans les films Jean Galmot et L'Affaire Seznec.

### Utilisation militaire
Il est encore utilisé en petits effectifs par l'armée suisse, dont il est indissociable en raison de la topographie du pays. Il y sert principalement à la logistique (train) et au transport sanitaire.
Le nombre de chevaux mobilisés par l'armée suisse a toutefois beaucoup diminué au début du XXIe siècle, la plupart étant simplement tenus à disposition en cas de besoin. Il existait jusqu'en 1998 une prime destinée aux propriétaires de chevaux utilisables par l'armée. L’armée prend le plus souvent des chevaux âgés de quatre à six ans, déjà formés un minimum. Au terme d'un entraînement de quatre ou cinq semaines, ils sont affectés au train,, pour le ravitaillement et à l'aide aux personnes en cas de catastrophe naturelle.

### Viande

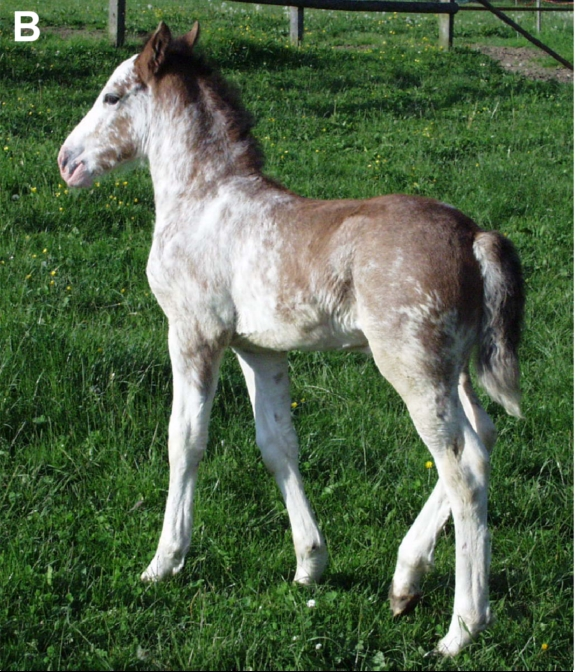
Les poulains Franches-Montagnes sont appréciés pour la production bouchère, grâce à leur croissance rapide.

La boucherie est un débouché important pour la race, puisque sa sélection drastique écarte de la reproduction un grand nombre de jeunes animaux. Leur vente aux abattoirs devient une source de revenus indispensable aux éleveurs. Le Franches-Montagnes n'a toutefois jamais été, contrairement aux chevaux de trait français, alourdi pour les besoins du marché de la viande. Il bénéficie d'un très bon rapport muscles-ossature et d'une croissance rapide permettant au poulain de prendre du poids rapidement. Les qualités maternelles des juments sont appréciées et la viande des poulains de moins d'un an est réputée. Une étude italienne ne montre pas de différence significative entre mâles et femelles en ce qui concerne la prise de poids, mais les femelles tendent à être plus lourdes à l'avant et à donner davantage de « morceaux de deuxième qualité » que les mâles. Elle recommande un abattage plus précoce des femelles. En Suisse, les poulains sont abattus vers l'âge de neuf mois.
Traditionnellement, les éleveurs vendent leurs chevaux directement à des bouchers et marchands locaux, en circuit court, ce qui les prémunit de la fraude à la viande de cheval révélée en janvier 2013. Sur les 5 414 tonnes de viande chevaline consommées en Suisse en 2011, seules 7 % proviennent de chevaux locaux mais plus de la moitié sont des Franches-Montagnes.
Les cours de la viande de cheval sont nettement supérieurs en Suisse par rapport à la France. Les éleveurs arguent qu'il s'agit d'un outil de sélection indispensable à la race, et que les conditions d'élevage sont très bonnes. La controverse autour de l'hippophagie n'est pas aussi forte en Suisse qu'en France, en témoigne une tradition ancrée du Marché-concours de Saignelégier, qui consiste à vendre de la viande de cheval Franches-Montagnes grillée directement aux visiteurs.

### Travail
En Suisse, il reste encore quelques chevaux d'usage agricole sur les petites parcelles ou en dénivelé important. De même, le débardage avec le cheval est beaucoup plus développé qu'en France et des compétitions spéciales, réservées aux Franches-Montagnes ainsi qu'aux Haflingers, sont organisées.  Si le débardage équin a été quelque peu négligé au XXe siècle, il fait l'objet d'un nouvel intérêt, du fait que la technique n'est pas désuète et permet à la fois une meilleure maniabilité (particulièrement en dénivelé important) et un meilleur respect de l'environnement.

### Croisement
Enfin, le Franches-Montagnes est utilisé en croisement pour produire le cheval de Megève. Ce type à très faibles effectifs est propre à Megève en Haute-Savoie. Il est issu d'un croisement entre des juments comtoises et des étalons Franches-Montagnes. Sa reconnaissance future comme race est appuyée par l'association « le cheval de Megève », constituée en 1997. Il est apte au travail forestier, à la randonnée, et à diverses activités d'attelage.

## Diffusion de l'élevage
Étonnamment, en 2010, le Franches-Montagnes est considéré comme une race locale en danger critique d'extinction, d'après l'étude de l'université d'Uppsala. Le cheval Franches-Montagnes est pourtant élevé dans toute la Suisse, il est aussi de plus en plus présent et apprécié dans de nombreux pays comme la France, la Belgique, l'Allemagne où il a de nombreux amateurs, l'Italie, les Pays-Bas, l'Autriche, Israël, et même quelques exportations en Amérique du Sud et sur le continent africain.
Il faut compter (en 2003) entre 4 000 et 5 000 € pour acquérir un Franches-Montagne pleins papiers. Ce coût d'achat onéreux s'explique par les critères de sélection et par le dressage systématique des chevaux à l'attelage passé l'âge de trois ans. Il est compensé par un coût d'entretien assez limité,. Malgré ce prix d'achat, la race connaît une très bonne diffusion auprès d'utilisateurs et d'acheteurs venus de tous les milieux sociaux.

### En Suisse

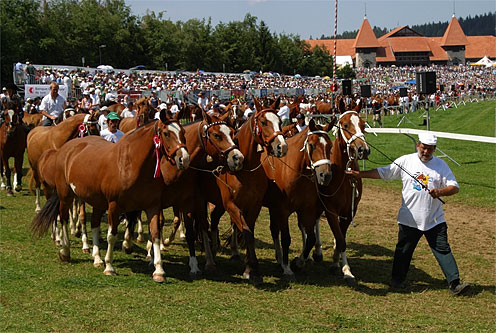
Présentation de chevaux Franches-Montagnes lors du Marché-concours de Saignelégier.

En 2003, le stud-book Suisse compte 4 300 juments, 190 étalons et 3 000 naissances par an. La population totale est estimée en 2008 à environ 25 000 sujets, dont 4 000 juments d'élevage et 180 étalons : les nouvelles naissances chez la race connaissent une légère baisse, régulière entre 2000 et 2010. Les éleveurs sont surtout des agriculteurs détenant une ou deux juments. Saignelégier est le cœur du berceau d'élevage et l'un des plus célèbres concours d'élevage y est organisé chaque année en août lors du marché-concours, qui joue un rôle primordial dans l'évolution de la sélection de la race et représente un marché important. De nombreux syndicats d'éleveurs s'organisent pour acheter des étalons de qualité, organiser des manifestations autour de l'élevage, valoriser ce cheval et discuter des croisements.
La Fédération suisse d'élevage du cheval de la race des Franches-Montagnes coordonne les efforts et assure la promotion de la race au niveau international. Elle gère aussi le livre généalogique et l'approbation des étalons. Elle gère les ventes lors d'évènements à l'étranger, comme au salon du cheval de Paris. Le haras national suisse d'Avenches joue toujours un rôle important et détient en 2002 une soixantaine d'étalons reproducteurs. Dans la région des Franches-Montagnes, les pâturages destinés à l'élevage des chevaux sont généralement sur sols maigres, les sols fertiles étant destinés aux cultures.

### En France
En France, la race comptait environ 450 sujets en 2003, pour 4 ou 5 éleveurs et 4 étalons approuvés. Dans sa thèse de 2002, la Dr vétérinaire Isabelle Reviriaud estimait que le Franches-Montagnes est « amené à se développer en France », ce que confirme l'élevage présent à l'est et dans le centre du pays, et qui s'étend. Le Franches-Montagnes est reconnu en France depuis décembre 2006, dans la catégorie « trait ». Le règlement du stud-book est identique à celui de Suisse, à l'exception de la section « croisement », qui n'existe pas en France. On recense environ 750 sujets, dont 62 juments saillies et 6 étalons en activité en 2008, et 22 éleveurs en 2011.
La race a notamment gagné en popularité à la suite de son passage sur l'hippodrome de Vincennes avec les chars du marché-concours de Saignelégier en novembre 2005, un événement largement médiatisé par les chaînes de télévision françaises.

### En Italie
En Italie, M. Ortalli a introduit des Franches-Montagnes pour répondre à la demande d'un cheval adapté à la production bouchère. Il a fondé l'association italienne de la race et depuis, le Franches-Montagnes est répandu dans pratiquement toutes les provinces italiennes.

## Impact culturel
[…] Il n'y a pas que des banques et des vaches en Suisse. Il y a beaucoup de petits chevaux ramassés, bourrus, avec un poil dru, une robe chaude. Le Marché-concours, c'est pour eux. […] Les plus belles bêtes de race, les plus belles crinières tressées, les plus belles queues pomponnées reçoivent des prix.

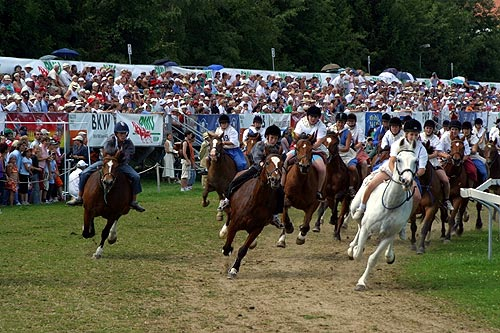
La course campagnarde du marché-concours de Saignelégier, une tradition où des personnes costumées montent des Franches-Montagnes à cru.

Les habitants de Suisse, et particulièrement ceux du district des Franches-Montagnes, témoignent d'un profond attachement pour leur cheval local. Ils défendent la mise en valeur de cet animal dans les pâturages boisés, c'est pourquoi tous les cantons se sont opposés à la fermeture du haras national. L'« élevage du cheval Franches-Montagnes » appartient officiellement aux traditions vivantes de Suisse répertoriées par l'office fédéral de la culture. L'étalon fondateur Vaillant a donné son nom à une rue de Saignelégier en 1961, situation rare pour un cheval, et est la vedette historique lors du centenaire du marché-concours en 1997. Les courses campagnardes du marché-concours permettent de voir des personnes montant des Franches-Montagnes à cru, costumées avec les atours typiques du pays. Cette grande fête populaire autour du cheval Franches-Montagnes rassemble des dizaines de milliers de personnes. La population suisse exprime aussi un fort souhait du maintien des Franches-Montagnes au sein de son armée fédérale, d'autant plus fort que ces troupes avec leurs chevaux aident la population en cas de catastrophe naturelle.
Le cheval Franches-Montagnes est cité dans des chroniques et des romans,, notamment dans la quadrilogie des Humeurs de la mer de Vladimir Volkoff et dans Cheval-roi de Gaston-Paul Effa. Louison Dutoit raconte dans une chronique sur 50 ans d'évolution de la vie paysanne dans les Alpes vaudoises que les troupeaux de Franches-Montagnes étaient jadis beaucoup plus grands, comptant jusqu'à une centaine de bêtes. En 2015, Derib réalise pour AS créations une bande dessinée intitulée Le galop du silence, entièrement consacrée au Franches-Montagnes.